# Étoile variable de type PV Telescopii

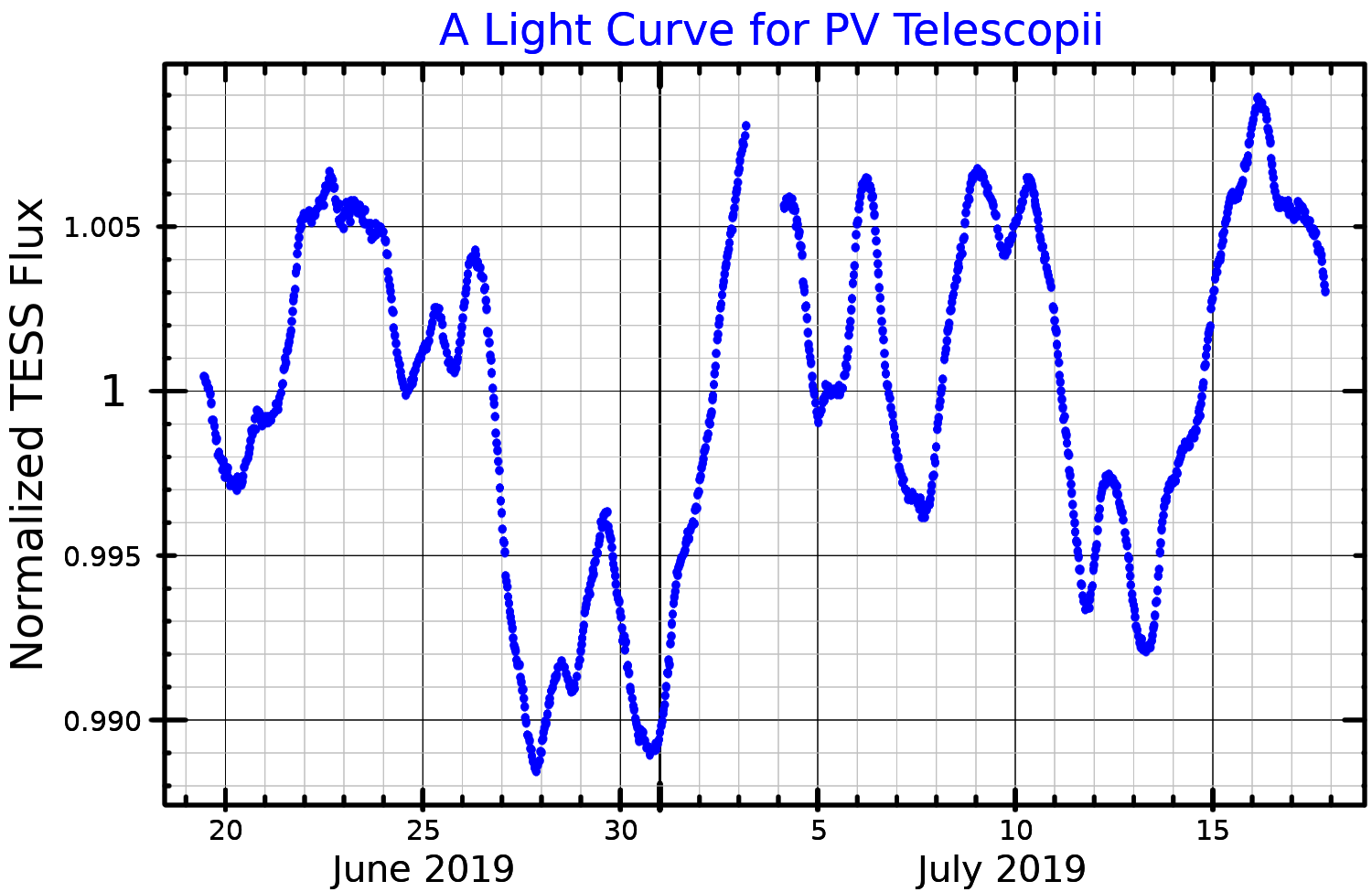
Une courbe de lumière pour PV Telescopii, adaptée de Jeffery et al., MNRAS 495, L135-L138 (2020)

Une étoile variable de type PV Telescopii est un type d'étoile variable qui est décrit dans le General Catalogue of Variable Stars sous l'acronyme PVTEL. Ce type de variables est défini comme une "étoile Bp supergéante à hélium avec des raies de l'hydrogène faibles et des raies de He et de C renforcées". C'est-à-dire que les raies spectrales de l'hydrogène de ces étoiles sont plus faibles que la normale pour une étoile de type spectral B, tandis que les raies de l'hélium et du carbone sont plus fortes. Le prototype de cette catégorie est HD 168476, appelée également PV Telescopii, qui présente des variations de luminosité faibles mais complexes et des fluctuations de vitesse radiale. Les étoiles PV Tel sont extrêmement déficientes en hydrogène par rapport aux autres étoiles de type B et leur luminosité varie sur des échelles de temps allant de quelques heures à plusieurs années.
Les variables de type PV Telescopii sont subdivisées en trois types distincts sur la base de leur type spectral : le type I représente les étoiles B tardif et A, le type II représente les étoiles O et B précoce et le type III les étoiles F et G. Les étoiles de type III sont toujours riches en carbone et déficientes en hydrogène, tandis que les étoiles des types I et II ne présentent pas nécessairement un excès de carbone. Les types les plus chauds pulsent plus rapidement que les types froids.

## Liste
La liste suivante contient des variables PV Telescopii sélectionnées pour leur intérêt en astronomie amateur ou professionnelle. Sauf mention contraire, les magnitudes indiquées sont dans la bande V.
| Étoile             | Magnitude maximale | Magnitude minimale | Type | Type spectral      |
| ------------------ | ------------------ | ------------------ | ---- | ------------------ |
| Upsilon Sagittarii | 4.43               | 4.65               | I    | F2p                |
| HD 182040          | 6.95               | 7.17               | III  | C...               |
| HM Librae          | 7.42               | 7.63               | III  | C                  |
| KS Persei          | 7.60               | 7.85               | I    | A5Iap              |
| PV Telescopii      | 9.24               | 9.40               | I    | B5p                |
| BD +1 4381         | 9.47               | 9.60               | I    | F                  |
| CD -35 11760       | 9.62               | 9.83               | I    | B4Ibe              |
| HD 160641          | 9.78               | 10.08              | II   | sdOC9.5II-III_He40 |
| DN Leonis          | 9.91               | 10.00              | II   | Bp                 |
| HD 124448          | 9.94               | 10.03              | II   | B3p                |
| NO Serpentis       | 10.27              | 10.39              | I    | B                  |
| V1920 Cygni        | 10.30              | 10.41              | I    | B2/3               |
| CPD -58 2721       | 10.40              | 10.60              | I    | B+...              |
| BD -9 4395         | 10.44              | 10.63              | II   | B                  |
| LS IV -1 2         | 10.95              | 11.05              | I    | OB+                |